# Camon, Ariège

Camon este o comună în departamentul Ariège din sudul Franței. În 1 ianuarie 2022 avea o populație de 152 de locuitori.